# Lemery
Lemery é um município de  primeira classe de renda municipal (d) na província Batangas, nas Filipinas. De acordo com o censo de 1 de maio  de  2020 possui uma população de 93 186 pessoas e 21 122 domicílios.